# Дрейссигекер, Ханна
Ханна Дрейссигекер (англ. Hannah Dreissigacker; 2 декабря 1986, Моррисвилл, штат Вермонт, США
) — американская биатлонистка. Участница Зимних Олимпийских игр в Сочи.

## Биография
Родилась в спортивной семье. Её родители Ричард Дрейссигекер и Джулия Джир занимались академической греблей и участвовали на Олимпийских играх. Племянница биатлонистки Шарлотта Джир также занималась греблей. Она является серебряным призёром Олимпиады в Лос-Анджелесе в одиночках.
На этапах Кубка мира выступает с сезона 2012/2013. В 2013 году дебютировала на Чемпионатах мира в чешском Ново-Место. Лучший результат - 56 место в индивидуальной гонке. На Зимних Олимпийских играх в Сочи Дрейссигекер в индивидуалке была 23-й.

### Участие в Олимпийских играх
| Год  | Место проведения | Спринт | Гонка преследования | Индивидуальная гонка | Масс-старт | Эстафета | Смешанная эстафета |
| ---- | ---------------- | ------ | ------------------- | -------------------- | ---------- | -------- | ------------------ |
| 2014 | Сочи             | 65     | —                   | 23                   | —          | 7        | 8                  |

## Результаты

### Кубок мира
- 2013—2014 — 88-е место (13 очков)